# Hofkes & Co.
Hofkes & Co. was een textielfabriek te Almelo.

## Geschiedenis[1]
Egbert Hofkes, een linnenfabrikeur, werd in 1738 geboren te Winterswijk. Later vestigde hij zich te Almelo waar hij in 1775 een huis kocht aan de Grotestraat 62 dat hij liet verbouwen in Lodewijk XVI-stijl. Hier ontving hij onder meer de patriot Joan Derk van der Capellen tot den Pol, met wiens beweging hij sympathiseerde. Ook Willem de Clercq logeerde hier. Dit huis zou bekend worden als het Hofkeshuis.
Omstreeks 1815 ging zijn zoon, Lambert Hofkes, een verbond aan met de firma L. Coster & Co. en ontstond de firma Coster, Hofkes & Co., fabrikeurs en kooplieden. De firma hield zich bezig met de linnennijverheid en de linnenblekerij, maar vanaf 1825 voltrok zich een omslag van linnen naar katoen. Zo waren er contacten met de Nederlandsche Handel-Maatschappij en in 1828 werd een bezoek gebracht aan de mechanische katoenspinnerijen te Gent.
Onder de naam Hofkes & Co. werd vervolgens te Almelo een mechanische katoenspinnerij opgezet. De linnennijverheid werd ondergebracht in de firma L. Hofkes & Zonen. In 1830 kwam de stoomspinnerij in bedrijf. Deze werkte met Mule Jennies die in Rijssel werden besteld. Het gefabriceerde garen werd aanvankelijk gebruikt voor de vervaardiging van calicots. Na de nodige aanloopmoeilijkheden werd in 1836 besloten tot de bouw van een tweede spinnerij te Ambt Almelo. Pas in 1840 kwam deze in werking. De bedrijven telden 115 werknemers waarvan 20 kinderen. De garens werden verwerkt door een groot aantal thuiswevers. Een crisis in de afzet van calicots leidde tot een faillissement in 1856.
De spinnerij te Almelo werd in 1857 overgenomen door de Enschedesche Katoenspinnerij. In 1882 brandde hij af. De spinnerij te Ambt Almelo werd in 1864 overgenomen door Gebr. Scholten & Co.. In 1881 brandde deze eveneens af.